# Lino Brocka
Catalino Ortiz Brocka, besser bekannt als Lino Brocka (* 3. April 1939 in Pilar, Sorsogon; † 21. Mai 1991 in Quezon City, Metro Manila) war ein philippinischer Regisseur. Er gilt als einer der größten Filmregisseure der Philippinen. Seine Filme beschäftigten sich häufig mit gesellschaftlichen Missständen und Ungerechtigkeiten, was ihn in offene Konfrontation mit dem Marcos-Regime trieb.

## Karriere
Seinen ersten Film als Regisseur, Wanted: Perfect Mother, basierte auf dem Film Meine Lieder – meine Träume und wurde 1970 gedreht. Der Film gewann 1970 einen Preis für das beste Drehbuch beim Manila Film Festival. Später im gleichen Jahr gewann er auch den Preis für die beste Regie des Citizen’s Council for Mass Media für Santiago.
1974 führte Brocka Regie bei Tinimbang Ka Ngunit Kulang. Der Film war ein Kassenschlager und brachte Brocka einen Preis für die beste Regie ein, dieses Mal von der Filipino Academy of Movie Arts and Sciences (FAMAS).
Im folgenden Jahr führte er Regie bei Manila, wofür Brocka erneut die Auszeichnung für die beste Regie bei den FAMAS erhielt. Viele Filmkritiker, darunter der britische Filmhistoriker Derek Malcolm, halten Manila für den besten philippinischen Film überhaupt. Die überragende Qualität des Films beruht nicht zuletzt auf der Kameraarbeit von Mike de Leon, der später selbst ein bedeutender philippinischer Filmemacher wurde.
Das Mädchen Insiang (1976) war der erste philippinische Film, der jemals bei den Internationalen Filmfestspielen von Cannes gezeigt wurde. Er gilt als einer von Brockas besten Filmen.
Der Film Jaguar (1979) wurde beim Filmfestival in Cannes 1980 für die Goldene Palme nominiert. Er gewann 1980 die Preise für den besten Film und die beste Regie der FAMAS. Er gewann auch fünf Gawad Urian Awards, darunter für den besten Film und die beste Regie.
1981 nahm Brocka mit dem Film Bona, einem Film über Obsessionen, an der Quinzaine des réalisateurs in Cannes teil.
1983 gründete Brocka die Organisation Concerned Artists of the Philippines (CAP), die er zwei Jahre lang leitete. Er vertrat die Ansicht, dass Künstler vor allem anderen Staatsbürger seien, die sich mit den aktuellen Problemen des Landes auseinanderzusetzen hätten. Nach der Ermordung von Benigno Aquino beteiligte sich seine Gruppe an Protesten gegen die Regierung.
Im folgenden Jahr erklärte die Regierung von Ferdinand Marcos, Bayan ko: Kapit sa Patalim (Bayan Ko: My Own Country) sei subversiv. Es kam zu einer juristischen Schlacht, damit der Film ungekürzt gezeigt werden konnte. Beim Cannes-Festival 1984 wurde der Film für die Goldene Palme nominiert. 1986 erhielt er vier der Gawad Urian Awards, darunter den für den besten Film.
Brocka führte bei über 40 Filmen Regie. Einige seiner anderen bemerkenswerten Werke sind Macho Dancer (1988), Orapronobis (1989) und Gumapang Ka sa Lusak (1990).
1988 gewann ein Dokumentarfilm über Brocka (Signed: Lino Brocka, Regie: Christian Blackwood) den Friedensfilmpreis bei der Berlinale.
Am 21. Mai 1991 starb Brocka bei einem Autounfall in Quezon City, Metro Manila. 1997 erhielt er posthum die Auszeichnung als National Artist for film. Brocka lebte offen homosexuell und thematisierte LGBT-Probleme auch in seinen Filmen.

## Filmografie (Auswahl)
- 1974: Tinimbang Ka Ngunit Kulang
- 1975: Manila (Maynila: Sa mga kuko ng liwanag)
- 1976: Das Mädchen Insiang (Insiang)
- 1980: Jaguar (Jaguar)
- 1981: Bonas große Liebe (Bona)
- 1987: Gezeichnet: Lino Brocka (Signed: Lino Brocka) (Dokumentarfilm)
- 1989: Fight for us (Fight for Us)
- 1991: Lucia (Lucia) (Drehbuch)